# Else-Kröner-Fresenius-Preis für medizinische Forschung
Der Else-Kröner-Fresenius-Preis für medizinische Forschung ist ein Forschungspreis der Else Kröner-Fresenius-Stiftung für medizinische Forschung. Bis 2017 war er mit vier Millionen Euro dotiert und war damit einer der weltweit höchstdotierten Medizinpreise. Ab 2020 erfolgt die Preisvergabe alle zwei Jahre. Der Preis ist nun mit 2,5 Millionen Euro dotiert.
Den Preisträger bestimmt eine internationale Jury von Wissenschaftlern, deren Vorsitzender 2017 der britische Psychiater Peter McGuffin war. Für jede Preisvergabe wird ein zukunftsträchtiges Forschungsfeld ausgewählt.
Der Preis ist nach der Unternehmerin Else Kröner von der Firma Fresenius benannt, die ihr Vermögen der nach ihr benannten Stiftung hinterließ. Mit einem Stiftungsvermögen von 2,6 Milliarden Euro war sie 2008 eine der größten Stiftungen Deutschlands.
Der Preis wurde erstmals 2013 vergeben und von Bundesforschungsministerin Johanna Wanka überreicht. Der Preis 2017 wurde unter anderem von Ernst-Ludwig Winnacker überreicht, dem ehemaligen Präsidenten der Deutschen Forschungsgemeinschaft (DFG). Die Verleihung des Preises 2020 wurde wegen der COVID-19-Pandemie auf 2021 verschoben.

## Preisträger
- 2013: Ruslan Medzhitov für Immunbiologie
- 2017: Karl Deisseroth für die Erforschung biologischer Grundlagen psychischer Erkrankungen (Optogenetik, Hydrogel-Gewebe-Chemie, neuronale Schaltkreise bei Depressionen)
- 2020: Alessandro Aiuti für seine Arbeiten auf dem Feld Genomeditierung und Gentherapie
- 2023: Akiko Iwasaki für ihre Forschungsarbeiten zur Immunantwort bei viralen Infektionen
- 2025: Anastasia Khvorova für ihre Forschung, die zu Behandlungsansätzen für Hirnerkrankungen wie der Huntington-Erkrankung beiträgt